# NBA Live 19
NBA Live 19 è un videogioco di pallacanestro sviluppato da EA Tiburon ed edito da EA Sports, ultimo della serie NBA Live.
Il giocatore di copertina del titolo è Joel Embiid dei Philadelphia 76ers.

## Squadre e palazzetti

### Squadre
Le squadre presenti sono tutte le squadre della NBA attuali più alcune storiche.

### Palazzetti
Ci sono i palazzetti di tutte le squadre attuali e anche delle classiche sono reali.

## Colonna sonora
Il 22 agosto del 2017 la EA Sports ha annunciato la soundtrack del titolo. Tra i vari artisti presenti vi sono J. Cole, Lil Pump, Migos e Logic.